# Glyphotmethis dimorphus
Glyphotmethis dimorphus is een rechtvleugelig insect uit de familie Pamphagidae. De wetenschappelijke naam van deze soort werd voor het eerst geldig gepubliceerd in 1934 door Boris Petrovich Uvarov.